# توماس نوتس
توماس نوتس هو سياسي أمريكي، ولد في 1861، وتوفي في 1921.